# Flämische Parlamentswahl 2019
- PVDA: 4
- Groen: 14
- sp.a: 13
- VLD: 16
- CD&V: 19
- N-VA: 35
- VB: 23

Die Flämische Parlamentswahl 2019 fand am 26. Mai 2019 gleichzeitig mit der nationalen Parlamentswahl, der Wallonischen Parlamentswahl und der Europawahl statt.
Das Flämische Parlament ist zugleich das Parlament der Flämischen Gemeinschaft und der Region Flandern. Von den 124 Abgeordneten werden 118 in der Region Flandern und sechs in der Region Brüssel-Hauptstadt gewählt.

## Wahlsystem
Die fünf Provinzen bilden die Wahlkreise innerhalb der Region Flandern:
- Provinz Westflandern 22 Sitze
- Provinz Ostflandern 27 Sitze
- Provinz Antwerpen 33 Sitze
- Provinz Limburg 16 Sitze
- Provinz Flämisch-Brabant 20 Sitze

Die sechs Brüsseler Abgeordneten werden in Brüssel von denjenigen Wählern gewählt, die bei der Wahl des Parlaments der Region Brüssel-Hauptstadt für eine niederländischsprachige Liste oder blanko gestimmt haben.
Jeder Wähler kann eine Liste wählen, indem er entweder die Liste als ganze wählt oder innerhalb einer Liste beliebig vielen Bewerbern jeweils eine Präferenzstimme gibt. Die Sitze werden innerhalb der Wahlkreise nach dem D’Hondt-Verfahren proportional auf die Listen verteilt, auf die mindestens 5 % der gültigen Stimmen im Wahlkreis entfallen.

## Ausgangslage
Bei der Wahl des Flämischen Parlaments 2014 wurde die N-VA mit Abstand stärkste Partei. Die N-VA vereinbarte eine Koalition mit den anderen flämischen Regierungsparteien in der nationalen Regierung Michel I, CD&V und Open Vld, wobei auch ohne Open Vld rechnerisch eine Mehrheit vorhanden gewesen wäre. Geert Bourgeois (N-VA) wurde Ministerpräsident als Nachfolger von Kris Peeters (CD&V).

## Parteien und Kandidaten
Die teilnehmenden Parteien entsprechen im Wesentlichen denen bei der gleichzeitigen Wahl des belgischen Parlaments. Eine Besonderheit ist Die UF als Liste der frankophonen Bevölkerung im Brüsseler Umland, die nur in Flämisch-Brabant antritt und dort 2014 ihren einzigen Sitz knapp verteidigen konnte.
Als Kandidaten für das Amt des Ministerpräsidenten nominierte die N-VA ihren Parteivorsitzenden und Antwerpener Bürgermeister Bart De Wever, die Christdemokraten (CD&V) Bildungsministerin Hilde Crevits. Der amtierende Ministerpräsident Geert Bourgeois führte die N-VA-Liste bei der Europawahl an.

## Ergebnisse

Wahlergebnis nach Wahlkantonen (stärkste Parteien)

Die jeweils stärkste Partei ist farbig hinterlegt.
|                 | Westflandern | Westflandern | Ostflandern | Ostflandern | Antwerpen | Antwerpen | Limburg | Limburg | Flämisch- Brabant | Flämisch- Brabant | Flandern insgesamt | Flandern insgesamt | Brüssel | Brüssel | Insgesamt | Insgesamt |
| 2014            | 2019         | 2014         | 2019        | 2014        | 2019      | 2014      | 2019    | 2014    | 2019              | 2014              | 2019               | 2014               | 2019    | 2014    | 2019      |           |
| --------------- | ------------ | ------------ | ----------- | ----------- | --------- | --------- | ------- | ------- | ----------------- | ----------------- | ------------------ | ------------------ | ------- | ------- | --------- | --------- |
| Wahlbeteiligung | 91,5         | 90,5         | 92,0        | 91,0        | 90,4      | 89,9      | 92,9    | 91,2    | 90,8              | 90,4              | 91,4               | 90,5               |         |         |           |           |
| ungültig (%)    | 5,5          | 4,9          | 4,8         | 4,9         | 4,2       | 3,9       | 6,0     | 6,0     | 4,9               | 5,0               | 4,9                | 4,8                | 6,6     | 14,6    | 5,0       | 5,0       |
|                 |              |              |             |             |           |           |         |         |                   |                   |                    |                    |         |         |           |           |
| N-VA            | 29,8         | 19,7         | 30,7        | 22,2        | 36,5      | 31,8      | 32,1    | 22,0    | 29,4              | 25,8              | 32,1               | 24,9               | 18,3    | 19,0    | 31,9      | 24,8      |
| Vlaams Belang   | 5,1          | 20,2         | 6,4         | 20,6        | 7,1       | 18,5      | 5,9     | 20,2    | 4,4               | 13,3              | 5,9                | 18,7               | 5,7     | 8,5     | 5,9       | 18,5      |
| CD&V            | 25,3         | 23,5         | 18,3        | 13,5        | 20,0      | 11,4      | 23,2    | 19,2    | 17,1              | 13,0              | 20,6               | 15,5               | 12,1    | 8,4     | 20,5      | 15,4      |
| Open Vld        | 13,1         | 12,3         | 17,3        | 15,8        | 9,6       | 10,2      | 12,1    | 11,9    | 19,2              | 15,6              | 14,0               | 13,1               | 24,0    | 16,3    | 14,1      | 13,1      |
| sp.a            | 16,3         | 12,2         | 14,2        | 10,3        | 11,4      | 7,9       | 17,3    | 13,5    | 12,3              | 9,5               | 13,9               | 10,3               | 18,4    | 13,4    | 14,0      | 10,3      |
| Groen           | 7,2          | 7,1          | 9,1         | 10,5        | 9,9       | 11,2      | 6,0     | 6,7     | 9,3               | 12,2              | 8,6                | 9,8                | 20,5    | 28,0    | 8,7       | 10,1      |
| PVDA            | 1,6          | 3,4          | 2,3         | 5,5         | 3,9       | 6,7       | 2,6     | 5,7     | 1,8               | 4,6               | 2,6                | 5,3                | –       | 6,4     | 2,5       | 5,3       |
| DierAnimal      | –            | 1,1          | –           | 1,0         | –         | 0,8       | –       | –       | –                 | 1,3               | –                  | 0,9                | –       | –       | –         | 0,9       |
| UF              | –            | –            | –           | –           | –         | –         | –       | –       | 5,01              | 4,1               | 0,8                | 0,7                | –       | –       | 0,8       | 0,7       |
| Piratenpartij   | 0,7          | 0,5          | 0,7         | –           | 0,7       | 0,4       | –       | –       | 0,8               | –                 | 0,6                | 0,2                | –       | –       | 0,6       | 0,2       |
| Sonstige        | 1,0          | –            | 1,0         | 0,5         | 1,0       | 1,1       | 0,8     | 0,8     | 0,6               | 0,6               | 0,9                | 0,6                | 0,9     | –       | 0,9       | 0,6       |

|               | Westflandern | Westflandern | Ostflandern | Ostflandern | Antwerpen | Antwerpen | Limburg | Limburg | Flämisch- Brabant | Flämisch- Brabant | Flandern insgesamt | Flandern insgesamt | Brüssel | Brüssel | Insgesamt | Insgesamt |
| 2014          | 2019         | 2014         | 2019        | 2014        | 2019      | 2014      | 2019    | 2014    | 2019              | 2014              | 2019               | 2014               | 2019    | 2014    | 2019      |           |
| ------------- | ------------ | ------------ | ----------- | ----------- | --------- | --------- | ------- | ------- | ----------------- | ----------------- | ------------------ | ------------------ | ------- | ------- | --------- | --------- |
| N-VA          | 7            | 5            | 9           | 6           | 14        | 12        | 5       | 4       | 7                 | 6                 | 42                 | 33                 | 1       | 2       | 43        | 35        |
| Vlaams Belang | 1            | 5            | 2           | 6           | 2         | 6         | 1       | 3       | 0                 | 3                 | 6                  | 23                 | 0       | 0       | 6         | 23        |
| CD&V          | 6            | 5            | 5           | 4           | 7         | 4         | 4       | 3       | 4                 | 3                 | 26                 | 19                 | 1       | 0       | 27        | 19        |
| Open Vld      | 3            | 3            | 5           | 4           | 3         | 3         | 2       | 2       | 4                 | 3                 | 17                 | 15                 | 2       | 1       | 19        | 16        |
| sp.a          | 4            | 3            | 4           | 3           | 4         | 2         | 3       | 2       | 2                 | 2                 | 17                 | 12                 | 1       | 1       | 18        | 13        |
| Groen         | 1            | 1            | 2           | 3           | 3         | 4         | 1       | 1       | 2                 | 3                 | 9                  | 12                 | 1       | 2       | 10        | 14        |
| PVDA          | 0            | 0            | 0           | 1           | 0         | 2         | 0       | 1       | 0                 | 0                 | 0                  | 4                  | –       | 0       | 0         | 4         |
| UF            | –            | –            | –           | –           | –         | –         | –       | –       | 1                 | 0                 | 1                  | 0                  | –       | –       | 1         | 0         |
| Insgesamt     | 22           | 22           | 27          | 27          | 33        | 33        | 16      | 16      | 20                | 20                | 118                | 118                | 6       | 6       | 124       | 124       |

|                 | West- flandern | Ost- flandern | Antwerpen | Limburg | Flämisch- Brabant | Flandern insgesamt | Brüssel | Insgesamt |
| --------------- | -------------- | ------------- | --------- | ------- | ----------------- | ------------------ | ------- | --------- |
| Wahlberechtigte | 929.011        | 1.138.720     | 1.314.809 | 638.319 | 817.707           | 4.838.566          |         |           |
| Wähler          | 840.730        | 1.036.419     | 1.181.802 | 582.464 | 739.223           | 4.380.638          | 78.426  | 4.459.064 |
| Gültige Stimmen | 799.354        | 986.098       | 1.135.931 | 547.584 | 702.344           | 4.171.311          | 66.963  | 4.238.274 |
|                 |                |               |           |         |                   |                    |         |           |
| N-VA            | 157.198        | 219.289       | 361.403   | 120.633 | 181.032           | 1.039.555          | 12.697  | 1.052.252 |
| Vlaams Belang   | 161.586        | 203.497       | 209.738   | 110.351 | 93.118            | 778.290            | 5.687   | 783.977   |
| CD&V            | 187.637        | 132.894       | 129.843   | 105.133 | 91.619            | 647.126            | 5.640   | 652.766   |
| Open Vld        | 98.678         | 156.275       | 116.020   | 65.086  | 109.634           | 545.693            | 10.937  | 556.630   |
| sp.a            | 97.398         | 101.258       | 90.113    | 74.161  | 66.701            | 429.631            | 8.958   | 438.589   |
| Groen           | 56.558         | 103.764       | 126.988   | 36.762  | 85.852            | 409.924            | 18.772  | 428.696   |
| PVDA            | 27.393         | 54.457        | 75.833    | 31.272  | 32.366            | 221.321            | 4.272   | 225.593   |
| DierAnimal      | 8.745          | 9.807         | 9.414     | –       | 8.978             | 36.944             | –       | 36.944    |
| UF              | –              | –             | –         | –       | 28.804            | 28.804             | –       | 28.804    |
| Piratenpartij   | 4.161          | –             | 4.987     | –       | –                 | 9.148              | –       | 9.148     |
| Sonstige        | –              | 4.857         | 11.592    | 4.186   | 4.240             | 24.875             | –       | 24.875    |

## Regierungsbildung
Die Regierungsbildung war langwierig. Nach dem Wechsel von Geert Bourgeois ins Europäische Parlament wurde am 2. Juli 2019 zunächst Liesbeth Homans (N-VA) übergangsweise Ministerpräsidentin. Die Koalition aus N-VA, CD&V und Open Vld, die trotz Verlusten bei allen drei Parteien über eine Mehrheit von 16 Sitzen verfügt, wurde fortgesetzt. Die neue flämische Regierung wurde am 2. Oktober 2019 vereidigt. Neuer Ministerpräsident wurde Jan Jambon (N-VA) und nicht der von der N-VA vor der Wahl als Kandidat für das Amt nominierte Bart De Wever.